# ノースウェスト・エアカンパニー
ノースウェスト・エアカンパニー（英語: North-West Aircompany、ロシア語: ООО Авиакомпания «Северо-Запад»）はロシアのサンクトペテルブルクに本社を置く航空会社。

## 概要
モスクワとサンクトペテルブルクに拠点を置いており、主にVIP向けのビジネスジェットを運航している。
2021年には236席仕様のエアバスA321neoを2機導入し、定期旅客便の運航にも参入した。

## 就航地
2023年5月現在、Flightradar24によれば以下の空港に定期便が就航している。
- ドモジェドヴォ空港（モスクワ）
- サベッタ国際空港（英語版）（サベッタ）

## 保有機材
2023年5月現在、Flightradar24および公式サイトによれば以下の機材を保有している。
旅客機
- エアバスA321neo - 2機

ビジネスジェット
- エアバス A318CJ Elite - 1機
- ボンバルディア チャレンジャー 650 - 1機
- ダッソー ファルコン 900C - 1機
- ダッソー ファルコン 7X - 1機
- ボンバルディア グローバル6000 - 1機
- ガルフストリーム G550 - 1機
- ガルフストリーム G650 - 2機

回転翼機
- アグスタウエストランド AW139